# Destrehan
Destrehan és una població dels Estats Units a l'estat de Louisiana. Segons el cens del 2000 tenia 11.260 habitants.

## Demografia
Segons el cens del 2000, Destrehan tenia 11.260 habitants, 3.629 habitatges, i 3.073 famílies. La densitat de població era de 629,2 habitants/km².
Dels 3.629 habitatges en un 52,1% hi vivien nens de menys de 18 anys, en un 71,9% hi vivien parelles casades, en un 9,4% dones solteres, i en un 15,3% no eren unitats familiars. En el 12,3% dels habitatges hi vivien persones soles el 2,9% de les quals corresponia a persones de 65 anys o més que vivien soles. El nombre mitjà de persones vivint en cada habitatge era de 3,05 i el nombre mitjà de persones que vivien en cada família era de 3,34.
Per edats la població es repartia de la següent manera: un 32,4% tenia menys de 18 anys, un 6,7% entre 18 i 24, un 32,4% entre 25 i 44, un 21,9% de 45 a 60 i un 6,6% 65 anys o més.
L'edat mediana era de 35 anys. Per cada 100 dones de 18 o més anys hi havia 92,9 homes.
La renda mediana per habitatge era de 63.425 $ i la renda mediana per família de 68.870 $. Els homes tenien una renda mediana de 49.839 $ mentre que les dones 27.605 $. La renda per capita de la població era de 25.435 $. Entorn del 4% de les famílies i el 4,4% de la població estaven per davall del llindar de pobresa.

## Poblacions més properes
El següent diagrama mostra les poblacions més properes.